# Alicja Biała
Alicja Biała (ur. 7 listopada 1993 w Poznaniu) – polska artystka wizualna, graficzka, projektantka. Autorka murali w Polsce, Meksyku, Portugalii, Stanach Zjednoczonych, Niemczech oraz ilustracji publikowanych regularnie m.in. w Polsce, Danii, Niemczech, Chinach i Australii.

## Wykształcenie
Alicja ukończyła Via University College oraz The Copenhagen School of Design and Technology w Danii. Obecnie kontynuuje edukację na The Royal College of Art w Londynie.

## Twórczość
Autorka instalacji „Totemy” składającej się z sześciu ręcznie malowanych rzeźb odnoszących się do danych statystycznych dotyczących wpływu człowieka na środowisko naturalne. „Totemy” umieszczone zostały w 2019 na filarach hotelu Sheraton, przy wejściu w przestrzeń Przystani Sztuki w Poznaniu. Na rzeźbach umieszczone są kody QR ułatwiające dostęp do wyników badań, które są wizualizowane na rzeźbach przy użyciu kolorów i wzorów. Każdy z sześciu „Totemów” dotyczy innego zagadnienia: 
- deforestacja – dotyczy wylesiania obszarów ziemi
- produkcja żywności – dotyczy zapotrzebowania na wodę niezbędną do produkcji żywności
- plastik – dotyczy ilości wyrobów z tworzyw sztucznych poddawanych recyklingowi,
- smog – dotyczy skażenia powietrza w Polsce w odniesieniu do danych z czterech wybranych krajów Europy
- rybołówstwo – dotyczy stanu łowisk morskich i oceanicznych
- wymieranie populacji dzikich zwierząt – dotyczy zmniejszenia populacji dzikich zwierząt w ciągu ostatnich pięćdziesięciu lat[5]

Alicja Biała jest autorką kolaży przygotowanych do wydanej w 2017 antologii wierszy Marcina Świetlickiego pod tytułem Polska (wiązanka pieśni patriotycznych), Wydawnictwo Wolno. Książka otrzymała nominację do nagrody PTWK Najpiękniejsze Książki Roku 2018. W 2018 artystka zainicjowała akcję Polska bez obrazy, polegającą na tym, że reprinty trzech umieszczonych w tomiku kolaży autorka wypożyczała chętnym osobom. W wydarzeniu wzięli udział m.in.: Olga Tokarczuk, Agnieszka Holland, Monika Olejnik, Robert Biedroń, Kasia Nosowska, Krystyna Janda, Magdalena Środa.
W 2017 Alicja Biała wystąpiła w teledysku Twoja władza Chóru Czarownic.